# Skarbiszowice
Skarbiszowice est une localité polonaise de la voïvodie et du powiat d'Opole.

## Histoire
De 1743 à 1945, Seifersdorf fait partie de l'arrondissement de Falkenberg-en-Haute-Silésie dans le district d'Oppeln au sein de la province de Silésie.